# Las Palmas de Grande Canarie
Pour les articles homonymes, voir Las Palmas.
Las Palmas de Grande Canarie (en espagnol, Las Palmas de Gran Canaria), plus couramment Las Palmas, est une commune de la communauté autonome des Îles Canaries située dans le nord-est de l'île de Grande Canarie dans la province de Las Palmas. Las Palmas est la capitale de l'île et est la co-capitale de la communauté autonome des îles Canaries avec Santa Cruz de Tenerife, le transfert des pouvoirs s'opérant tous les quatre ans.
Las Palmas de Grande Canarie est la plus grande ville des îles Canaries et l'une des dix zones métropolitaines les plus peuplées d'Espagne. Elle s'étend sur près de 10 km entre le ravin de Guiniguada au sud et la presqu'île d'Isleta au nord. De plus, la ville possède plusieurs plages, parmi lesquelles se distingue la plage de Las Canteras, considérée parmi les meilleures plages urbaines du monde,,.
Cette cité, la plus cosmopolite des îles Canaries, est également connue pour son célèbre carnaval (en) qui se prolonge pendant des semaines au mois de février. Elle est le centre administratif et économique de l'île.

## Géographie

### Localisation

Localisation de l'île de Grande Canarie dans les Îles Canaries.
Localisation de Las Palmas de Gran Canaria dans l'île de Grande Canarie.

| Arucas  | Océan Atlantique           | Océan Atlantique |
| Arucas  | Las Palmas de Gran Canaria | Océan Atlantique |
| Alajeró | Santa Brígida et Telde     | Océan Atlantique |

## Transports

### Transport aérien
La ville est reliée par le transport aérien avec l'aéroport de Gran Canaria.

### Transport ferroviaire
Le Tren de Gran Canaria est un projet de voie ferroviaire de 57 km et 11 arrêts proposé entre 2007 et 2011 pour relier Las Palmas de Gran Canaria et Maspalomas. En 2018, le début de sa construction n'était toujours pas programmé et son coût estimé avait atteint environ 1,5 milliard d'euros.

### Transports en commun

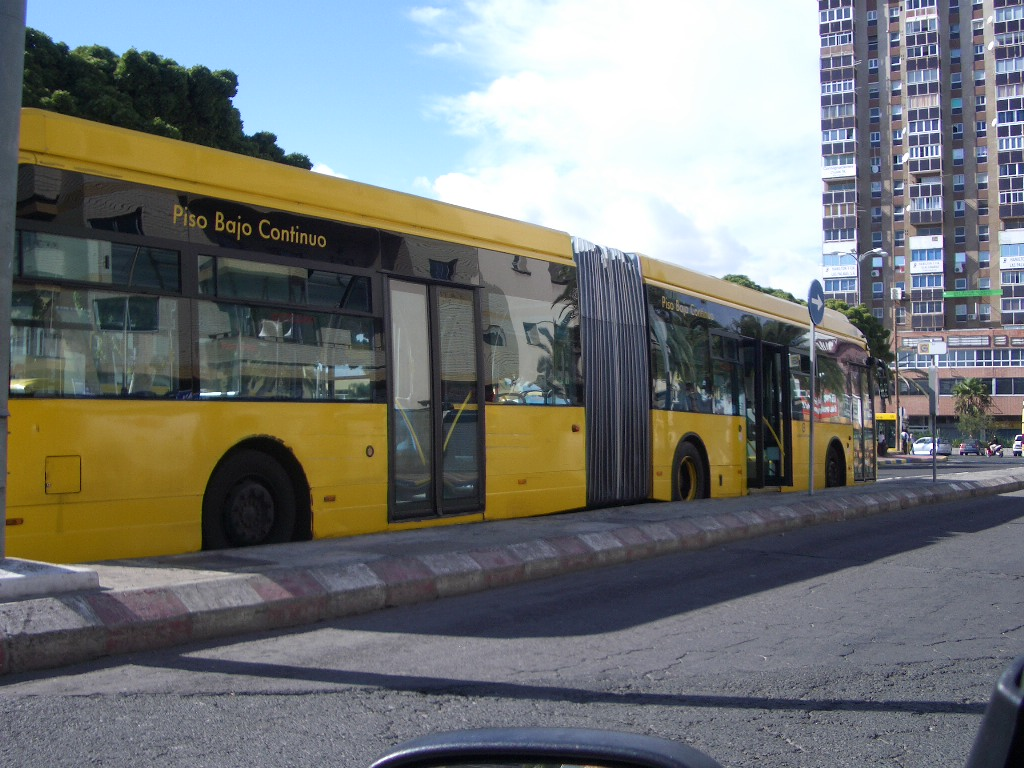
Une Guagua.

Un réseau de 730 km sur 43 lignes d'autobus articulés appelés Guaguas (es) dessert la municipalité de Las Palmas. Le service est assuré par la compagnie Guaguas Municipales S.A. et compte avec trois lignes nocturnes (Red Luna : L1, L2 et L3) et trois lignes rapides supplémentaires en service aux heures de pointe (X11, X47 et X91).
Le MetroGuagua, un projet de bus à haut niveau de service est programmé pour un début des opérations en 2021,. La ligne desservira quatre sections de Las Palmas sur 11,7 km de trajet : Pío XII / Galicia, Blas Cabrera, Mesa y López et Hoya de la Plata.

## Climat
La ville de Las Palmas bénéficie de l'effet modérateur de l'océan sur les températures. Les températures connaissent en effet de faibles variations annuelles et diurnes et demeurent agréables toute l'année. Les maximales avoisinent 27 °C en été et 20 °C en hiver tandis que les minimales avoisinent 21 °C en été et 15 °C en hiver. Par contre le climat est aride avec une pluviométrie annuelle de seulement 143 mm. Les précipitations ont lieu essentiellement en hiver et sont nulles en été.
| Mois                                  | jan.      | fév.      | mars     | avril     | mai       | juin      | jui.      | août      | sep.      | oct.    | nov.      | déc.      | année     |
| ------------------------------------- | --------- | --------- | -------- | --------- | --------- | --------- | --------- | --------- | --------- | ------- | --------- | --------- | --------- |
| Température minimale moyenne (°C)     | 15        | 15        | 15,7     | 16,2      | 17,3      | 19,2      | 20,8      | 21,6      | 21,4      | 20,1    | 18,1      | 16,2      | 18        |
| Température moyenne (°C)              | 17,9      | 18,2      | 19       | 19,4      | 20,4      | 22,2      | 23,8      | 24,6      | 24,3      | 23,1    | 21,2      | 19,2      | 21,1      |
| Température maximale moyenne (°C)     | 20,8      | 21,2      | 22,3     | 22,6      | 23,6      | 25,3      | 26,9      | 27,5      | 27,2      | 26,2    | 24,2      | 22,2      | 24,2      |
| Record de froid (°C) date du record   | 8 1957    | 7,5 1954  | 6,5 1954 | 9 1954    | 11,3 1965 | 12 1970   | 14,8 1957 | 16 1968   | 14,6 1965 | 14 1970 | 7 1969    | 9,7 1958  | 6,5 1954  |
| Record de chaleur (°C) date du record | 29,5 2010 | 30,9 2010 | 34 1951  | 34,3 2013 | 36 1964   | 36,9 2010 | 44,2 1952 | 39,2 2010 | 39 1987   | 36 1995 | 36,2 1997 | 29,4 1996 | 44,2 1952 |
| Ensoleillement (h)                    | 184       | 191       | 229      | 228       | 272       | 284       | 308       | 300       | 242       | 220     | 185       | 179       | 2 821     |
| Précipitations (mm)                   | 25        | 24        | 12       | 6         | 1         | 0         | 0         | 0         | 9         | 16      | 22        | 31        | 151       |
| Nombre de jours avec précipitations   | 3,1       | 3         | 2,3      | 1,3       | 0,3       | 0,1       | 0         | 0,1       | 1,1       | 2,3     | 3,9       | 4,5       | 22,1      |
| Humidité relative (%)                 | 65        | 66        | 64       | 64        | 65        | 66        | 65        | 66        | 68        | 69      | 67        | 68        | 66        |
| Nombre de jours d'orage               | 0,4       | 0,4       | 0,3      | 0,1       | 0         | 0         | 0         | 0,1       | 0,3       | 0,3     | 0,3       | 0,5       | 2,7       |

| Diagramme climatique                                  |          |            |           |           |           |           |           |           |            |            |            |
| J                                                     | F        | M          | A         | M         | J         | J         | A         | S         | O          | N          | D          |
| 20,81525                                              | 21,21524 | 22,315,712 | 22,616,26 | 23,617,31 | 25,319,20 | 26,920,80 | 27,521,60 | 27,221,49 | 26,220,116 | 24,218,122 | 22,216,231 |
| Moyennes : • Temp. maxi et mini °C • Précipitation mm |          |            |           |           |           |           |           |           |            |            |            |

## Histoire
La fondation de la ville de Las Palmas de Grande Canarie remonte au 24 juin 1478, lorsque le capitaine castillan Don Juan Rejón a commencé la conquête de l'île de la Grande Canarie. La ville, initialement baptisée El Real de Las Palmas, fut fondée à l'emplacement d'une importante palmeraie, ce qui lui donna son nom. La lutte pour l'île avec les aborigènes Guanches dura cinq ans et beaucoup de vies furent perdues des deux côtés jusqu'à ce que l'île de Grande Canarie fut enfin intégrée à la couronne espagnole en 1483.
La cité connut alors une croissance continue et devint le centre politique et administratif de l'île.
Durant ses premiers siècles d'existence, la ville devint également un pôle économique important, fondé essentiellement sur le commerce de la canne à sucre et les exportations agraires vers l'Europe et l'Amérique. Durant cette période faste, la ville a subi de nombreuses attaques de pirates. Qui se prolongèrent jusqu'au XVIIIe siècle.
En octobre 1595, la ville parvint à résister à une attaque des corsaires anglais Francis Drake et John Hawkins, mais quatre ans plus tard les Hollandais, sous les ordres de Pieter van der Does, ont saccagé et incendié la cité.
Au XIXe siècle, l'instauration de ports francs a provoqué une avancée économique vitale pour Las Palmas. Ce régime économique spécial était destiné à favoriser les relations commerciales de l'archipel et a permis d'augmenter sensiblement le nombre de navires faisant escale dans le port de la ville. À cette époque naquit aussi le tourisme et le premier hôtel de Gran Canaria, l'hôtel Santa Catalina, vit le jour à Las Palmas en 1890.
En 1957 commença l'ère des vols charters lorsque le premier avion avec 54 passagers à bord atterrit sur l'aéroport de Gando. Aujourd'hui, l'activité touristique est devenue le principal moteur économique de l'île, mais celle-ci est surtout localisée dans le sud, plus ensoleillé.

## Politique et administration

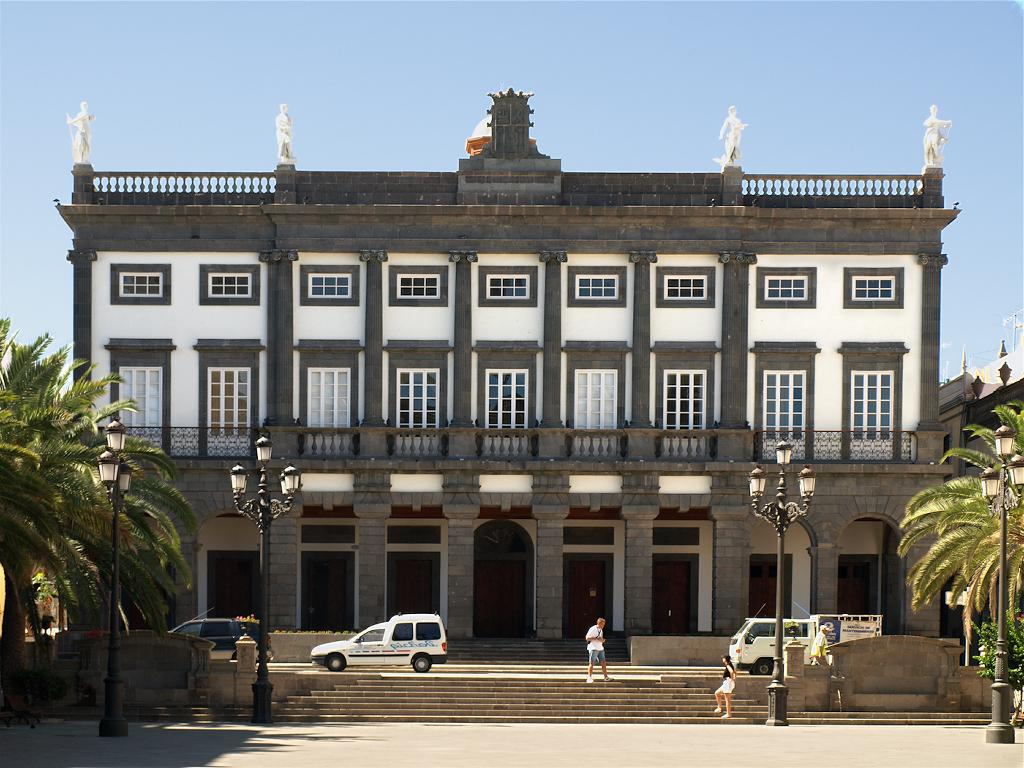
L'hôtel de ville de Las Palmas de Grande Canarie.

Las Palmas de Grande Canarie appartient à l'île de Grande Canarie, dont elle constitue la capitale, et à la communauté autonome des îles Canaries, dont elle est co-capitale avec Santa Cruz de Tenerife. Elle accueille donc un des deux sièges de la présidence, la moitié des départements exécutifs et le siège du cabildo insulaire.

### Conseil municipal
Lors des élections municipales du 28 mai 2023, la ville de Las Palmas de Grande Canarie comptait 378 797 habitants. Son conseil municipal (Pleno del Ayuntamiento) se compose donc de 29 élus.
| Parti | Parti      | 1979 | 1983 | 1987 | 1991 | 1995 | 1999 | 2003 | 2007 | 2011 | 2015 | 2019 | 2023 |
| ----- | ---------- | ---- | ---- | ---- | ---- | ---- | ---- | ---- | ---- | ---- | ---- | ---- | ---- |
|       | AV         | 2    |      |      |      |      |      |      |      |      |      |      |      |
|       | CDS        |      | 0    | 9    | 7    | 0    | 0    |      |      |      |      |      |      |
|       | Cs         |      |      |      |      |      |      |      |      |      | 2    | 3    |      |
|       | ICAN       |      |      |      | 5    | 5    | 4    | 5    | 0    | 0    | 0    | 2    | 1    |
|       | CC         |      |      |      | 5    | 5    | 4    | 5    | 0    | 0    | 0    | 2    | 1    |
|       | Compromiso |      |      |      |      |      |      |      | 2    | 2    |      |      |      |
|       | PCE        | 0    | 2    | 5    |      | 2    | 0    | 0    | 0    | 0    | 0    |      |      |
|       | IU         | 0    | 2    | 5    |      | 2    | 0    | 0    | 0    | 0    | 0    |      |      |
|       | LPGC Puede |      |      |      |      |      |      |      |      |      | 6    |      |      |
|       | NC         |      |      |      |      |      |      |      | 0    | 2    | 2    | 3    | 2    |
|       | PGC        |      |      |      |      | 2    | 1    |      |      |      |      |      |      |
|       | CD         | 0    | 10   | 6    | 7    | 15   | 19   | 15   | 12   | 16   | 10   | 7    | 9    |
|       | CP         | 0    | 10   | 6    | 7    | 15   | 19   | 15   | 12   | 16   | 10   | 7    | 9    |
|       | AP         | 0    | 10   | 6    | 7    | 15   | 19   | 15   | 12   | 16   | 10   | 7    | 9    |
|       | PP         | 0    | 10   | 6    | 7    | 15   | 19   | 15   | 12   | 16   | 10   | 7    | 9    |
|       | PSOE       | 4    | 15   | 9    | 10   | 5    | 5    | 9    | 15   | 9    | 7    | 11   | 12   |
|       | UP         |      |      |      |      |      |      |      |      |      |      | 3    | 1    |
|       | UCD        | 14   |      |      |      |      |      |      |      |      |      |      |      |
|       | UPC        | 9    | 2    |      |      |      |      |      |      |      |      |      |      |
|       | UxGC       |      |      |      |      |      |      |      |      |      | 2    |      |      |
|       | Vox        |      |      |      |      |      |      |      |      |      |      | 0    | 4    |
| Total | Total      | 29   | 29   | 29   | 29   | 29   | 29   | 29   | 29   | 29   | 29   | 29   | 29   |

### Liste des maires
| Mandature | Maire | Maire                           | Parti |
| --------- | ----- | ------------------------------- | ----- |
| 1979-1983 |       | Manuel Bermejo Pérez (es)       | UPC   |
| 1979-1983 |       | Diego Villegas Betancor (1980)  | UCD   |
| 1983-1987 |       | Juan Rodríguez Doreste          | PSOE  |
| 1987-1991 |       | José Vicente León Fernández     | CDS   |
| 1991-1995 |       | José Vicente León Fernández     | CDS   |
| 1991-1995 |       | Jose Juan Sintes Marrero (1992) | PP    |
| 1991-1995 |       | Emilio Mayoral (es) (1993)      | PSOE  |
| 1995-1999 |       | José Manuel Soria               | PP    |
| 1999-2003 |       | José Manuel Soria               | PP    |
| 2003-2007 |       | Josefa Luzardo (es)             | PP    |
| 2007-2011 |       | Jerónimo Saavedra               | PSOE  |
| 2011-2015 |       | Juan José Cardona (es)          | PP    |
| 2015-2019 |       | Augusto Hidalgo                 | PSOE  |
| 2019-2023 |       | Augusto Hidalgo                 | PSOE  |
| 2023-2027 |       | Carolina Darias                 | PSOE  |

## Démographie
Au XXe siècle, la ville connaît une forte croissance démographique. Ainsi, elle ne comptait encore que 79 196 habitants lors du recensement de la population de 1928. Depuis, ce chiffre a été multiplié par cinq. Beaucoup de gens sont arrivés dans les années 1950 et 1960 de la campagne de Grande Canarie ainsi que des îles voisines, en particulier de Fuerteventura et Lanzarote, pour travailler dans les secteurs économiques et administratifs.
Et aujourd'hui encore le processus continue. Exemple : la forte augmentation de la population entre 2001 et 2009 (voir le tableau ci-dessous).

### Évolution démographique
| Année | Population | Densité (hab./km2) |
| ----- | ---------- | ------------------ |
| 1991  | 354 877    | 3 529,36           |
| 1996  | 355 563    | 3 536,18           |
| 2001  | 354 863    | 3 529,22           |
| 2004  | 376 953    | 3 748,91           |
| 2005  | 378 628    | 3 765,57           |
| 2006  | 377 056    | 3 749,94           |
| 2009  | 381 847    | 3 797,58           |
| 2022  | 378 797    | 3 767,25           |

## Enseignement supérieur
L’Université de Las Palmas de Grande Canarie a été fondée en 1989.

## Économie
Las Palmas de Gran Canaria est l’un des poumons économiques des îles Canaries grâce à son statut de carrefour entre trois continents. Aujourd'hui, l'aéroport de Gran Canaria est le cinquième aéroport d'Espagne quant au trafic d'avions et de passagers. L'aéroport de Gran Canaria, situé au sud-est de l'île, est d'une grande importance pour l'économie de l'île, générant une activité économique importante autour de l'aéroport.

## Lieux de culte

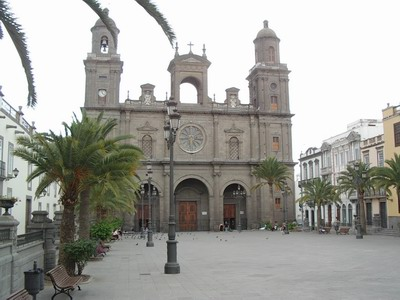
Cathédrale des Canaries.

Parmi les lieux de culte, il y a principalement des églises et des temples chrétiens : diocèse des Canaries (Église catholique), Église évangélique espagnole (Communion mondiale d'Églises réformées), Union évangélique baptiste d’Espagne (Alliance baptiste mondiale), Assemblées de Dieu . Il y a aussi des mosquées musulmanes.

## Culture

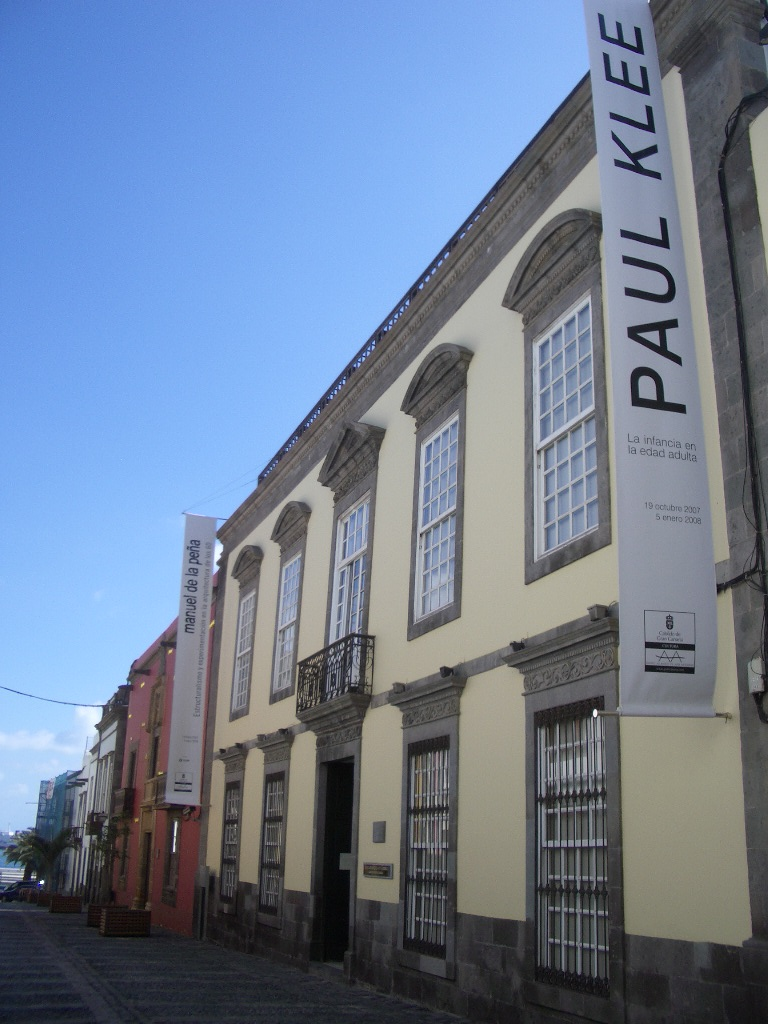
Façade du Centro Atlántico de Arte Moderno.

- La Casa de Colón, l'ancien palais des premiers gouverneurs de l'île où séjourna Christophe Colomb et qui abrite aujourd'hui un musée retrace les expéditions vers le nouveau monde.
- Le musée Museo Canario dans lequel on peut voir d'importants vestiges de l'époque des Guanches.
- La promenade Paseo de las Canteras qui longe une des plus belles plages urbaines au monde, la Playa de las Canteras.
- Le musée d'art moderne Centro Atlántico de Arte Moderno.
- Les immeubles de style art nouveau situés principalement Calle Triana (n° 76 à 82).
- Le fort Castillo de la Luz construit au XVIe siècle pour protéger la ville des attaques des pirates et où sont présentées aujourd'hui des expositions temporaires.
- Le Théâtre Pérez Galdós (1890), le plus important de l'île.
- Le Pueblo Canario, reconstitution d'un village canarien traditionnel, avec des constructions typiques, des spectacles folkloriques et restaurants de cuisine canarienne.
- La Jardín Botánico Canario Viera y Clavijo.
- La plage de Las Canteras.

## Évènements
- Le carnaval de Las Palmas (en) se tient en février, et est un des plus célèbres carnavals d'Espagne.
- Le festival international du film de Las Palmas de Gran Canaria (en) se tient fin mai / début juin depuis 2000[21].

## Personnalités liées à la commune
- Juan José Armas Marcelo, écrivain;
- Javier Bardem, acteur;
- Fernando Bruquetas de Castro (1953-), historien;
- Martín Chirino (1925-2019), sculpteur;
- Christophe Colomb, explorateur des Amériques;
- José Luis Doreste (1956-), skipper, champion olympique;
- Luis Doreste (1961-), skipper, double champion olympique;
- Benito Pérez Galdós, écrivain;
- Isabel García Sánchez (1968-), femme politique;
- Manolo García, chanteur espagnol;
- Sven Giegold, homme politique allemand;
- Mateo Gil, cinéaste espagnol.
- Patricia Guerra (1965-), navigatrice espagnole, championne olympique;
- Alfredo Kraus, ténor;
- Frederic William Maitland, juriste britannique.
- Domingo Manrique (1962-), skipper, champion olympique;
- Juan Negrín, président républicain;
- Jane Millares Sall (1928-2022), peintre et sculptrice;
- Antonia San Juan, actrice;
- Daniel Sarmiento, handballeur, né en 1984 à Las Palmas;
- María Vallet-Regí, chimiste inorganique;
- Josefina de la Torre (1907-2002), femmes de lettres et actrice, figure du mouvement de Las Sinsombrero;
- Ana Wagener (1962-), actrice;
- Isabel Torres (1969-2022), actrice;
- Lola Rodríguez (1998-), actrice;
- Fernando León Boissier (1966-), champion olympique de voile.

## Galerie des personnalités de Las Palmas

Galerie des personnalités célèbres de Las Palmas
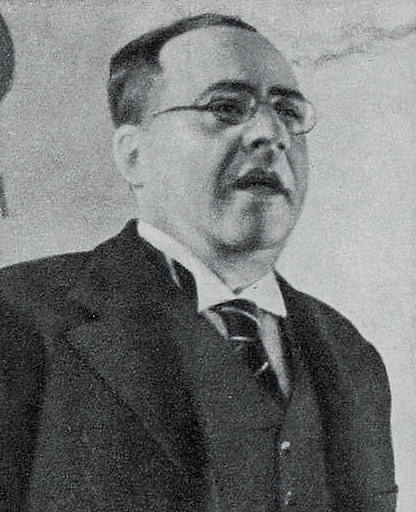
Juan Negrín (1892-1956), président de la République espagnole.
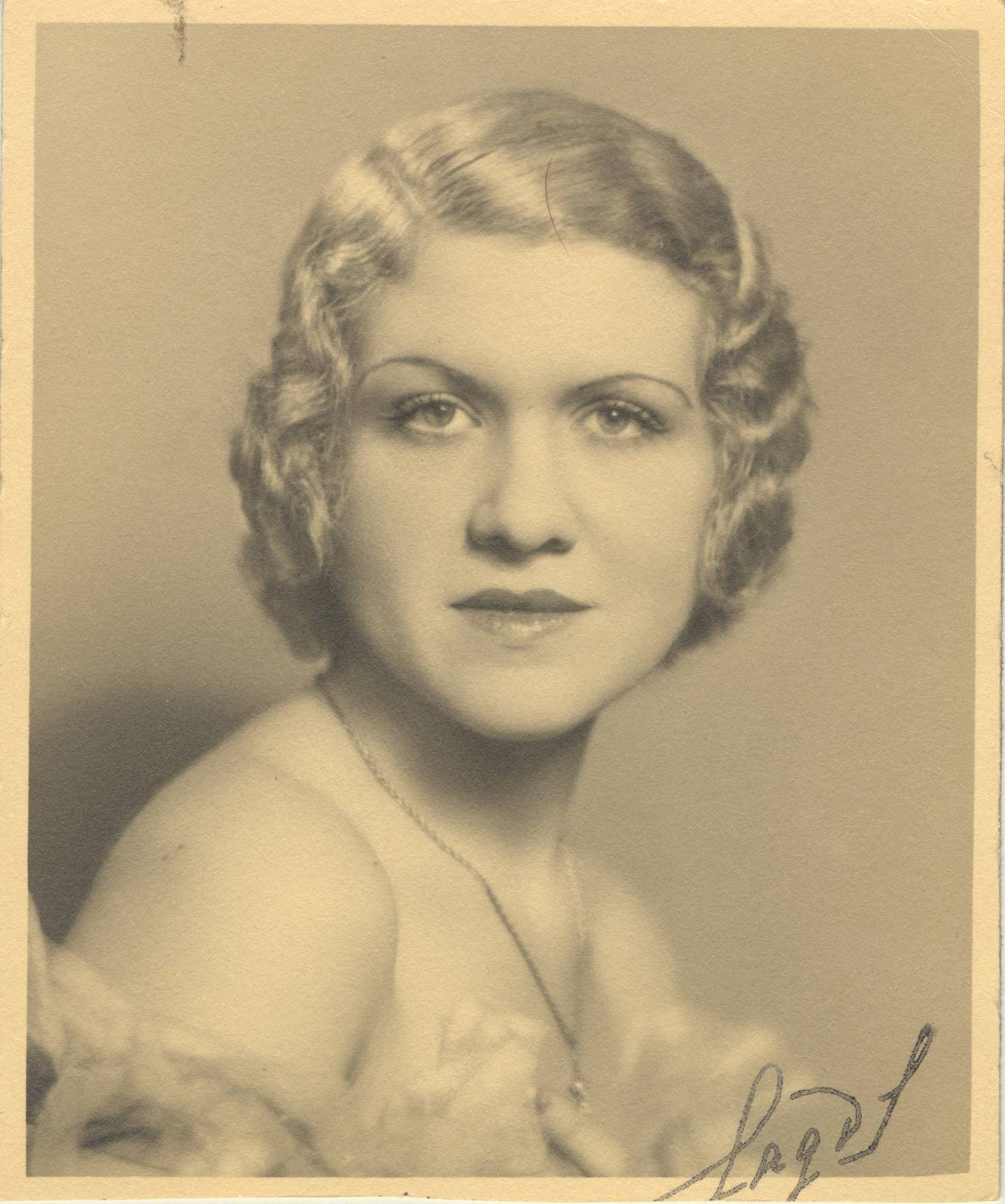
La poétesse Josefina de la Torre (1907-2002).
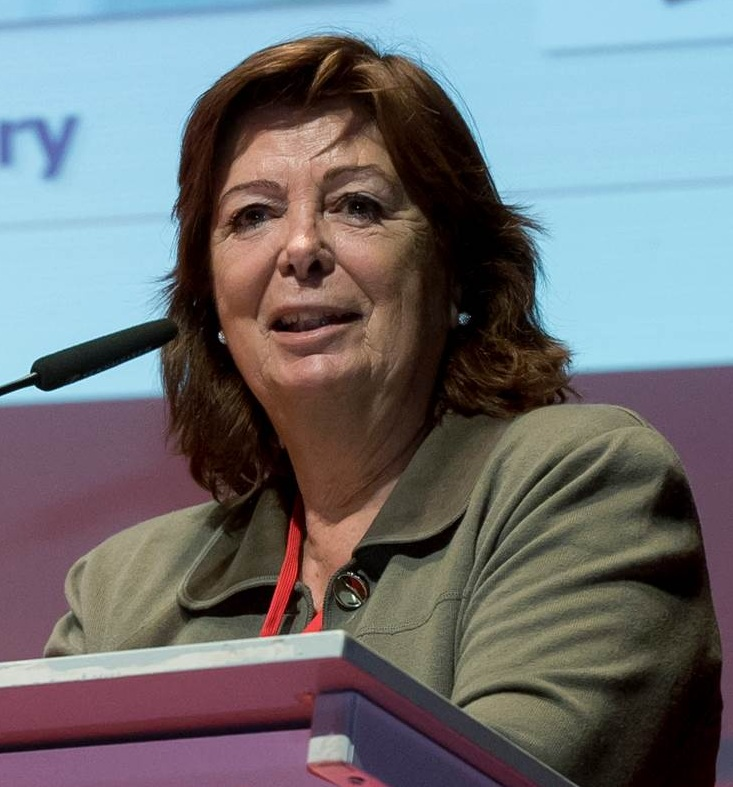
La chimiste María Vallet-Regí (1946-).
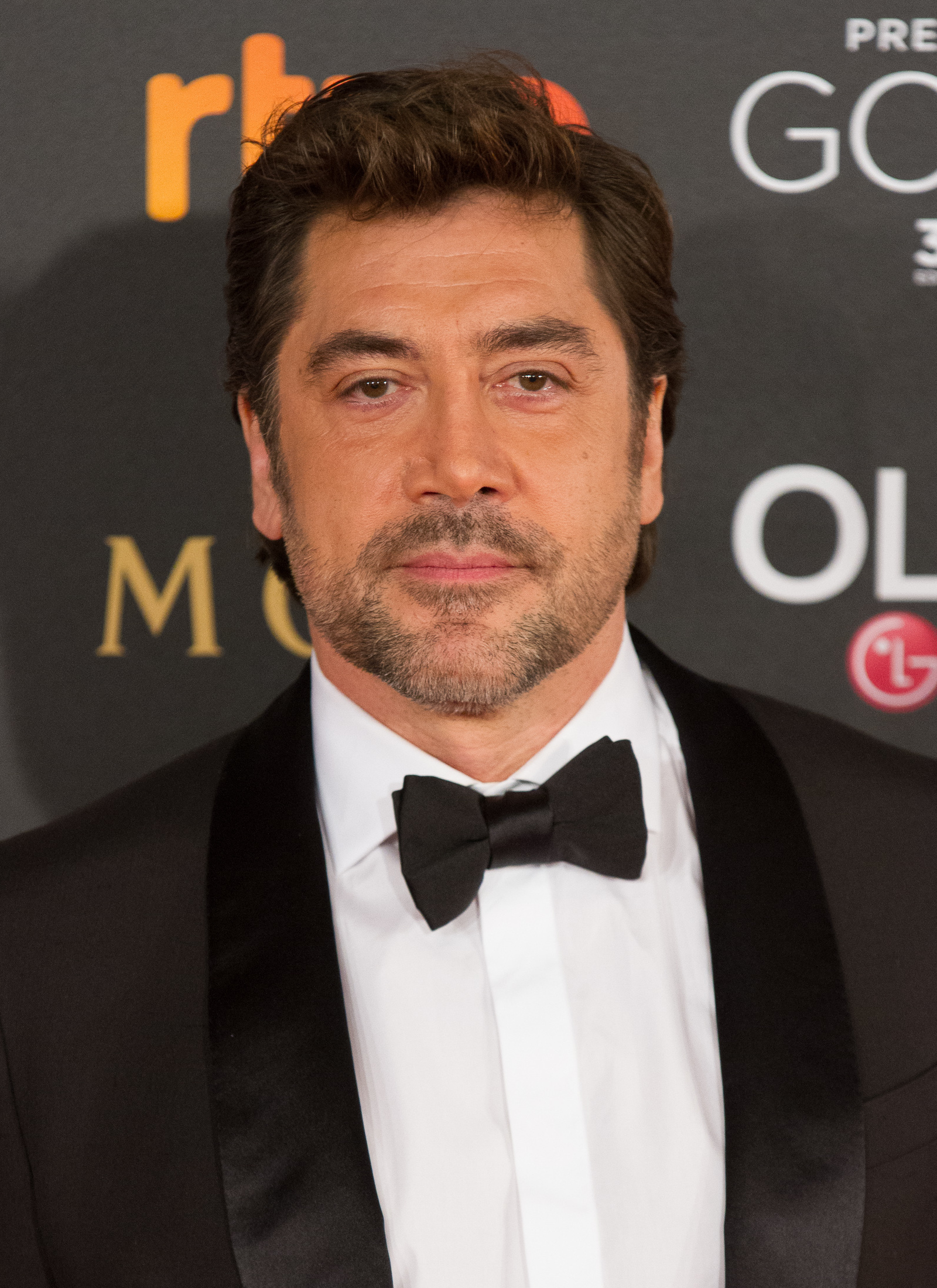
L'acteur Javier Bardem (1969-).
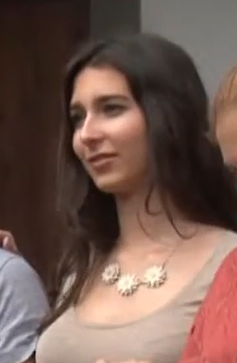
L'actrice Lola Rodríguez (1998-).